# آگوستین کاتانئو
آگوستین کاتانئو (انگلیسی: Agustín Cattaneo؛ زادهٔ ۱۵ اوت ۱۹۸۸) بازیکن فوتبال اهل آرژانتین است.
از باشگاه‌هایی که در آن بازی کرده‌است می‌توان به باشگاه فوتبال اتلتیکو تیگره اشاره کرد.